# Orestia brandstetteri
Orestia brandstetteri is een keversoort uit de familie bladkevers (Chrysomelidae). De wetenschappelijke naam van de soort werd in 2007 gepubliceerd door Kapp.